# 知根知底
《知根知底》是河南卫视的一档有关姓氏的电视节目。节目以追踪溯源为旨，让观众了解本家族的历史和中华民族的家族信息。早期由王刚主持，后变为马东。

## 节目内容
《知根知底》节目每期会有不同的姓氏，相应请该姓氏的明星当嘉宾，通过嘉宾、主持人和现场观众互动，在节目中探讨姓氏背后的中华文化。

## 播出时间及平台
| 頻道     | 地区     | 日期        | 时间        | 备注 |
| 河南卫视 | 中国大陆 | 2013年1月起 | 每周三21:25 |      |

播出时间原定于每周二晚上21:15。从2012年2月25日起，调整为每周六21:15。从2013年1月起，调整为每周三21:25。

## 节目版块
普通版块:寻根问底、自说家事、百姓追击、真假后人
特殊节目:百姓纠错队、怪姓探秘、海峡寻亲会、姓氏拜祖会、跨国寻亲会